# Lucy-sur-Cure
Lucy-sur-Cure ist eine französische Gemeinde mit 206 Einwohnern (Stand 1. Januar 2022) in der Region Bourgogne-Franche-Comté (vor 2016 Bourgogne) im Département Yonne. Sie ist dem Kanton Joux-la-Ville (bis 2015 Vermenton) und dem Arrondissement Auxerre zugeteilt. Die Einwohner werden Lucyats genannt.

## Geographie
Lucy-sur-Cure liegt 23 Kilometer südsüdöstlich von Auxerre an der Cure, die die Gemeinde im Westen begrenzt. Umgeben wird Lucy-sur-Cure von den Nachbargemeinden Vermenton im Norden und Osten, Joux-la-Ville im Osten, Arcy-sur-Cure im Süden sowie Bessy-sur-Cure im Westen und Südwesten.
Durch die Gemeinde führt die frühere Route nationale 6 (heutige D606).

## Bevölkerungsentwicklung
| Einwohner                 | 126 | 117 | 332 | 201 | 186 | 171 | 201 | 224 |
| Quelle: Cassini und INSEE |     |     |     |     |     |     |     |     |

## Sehenswürdigkeiten

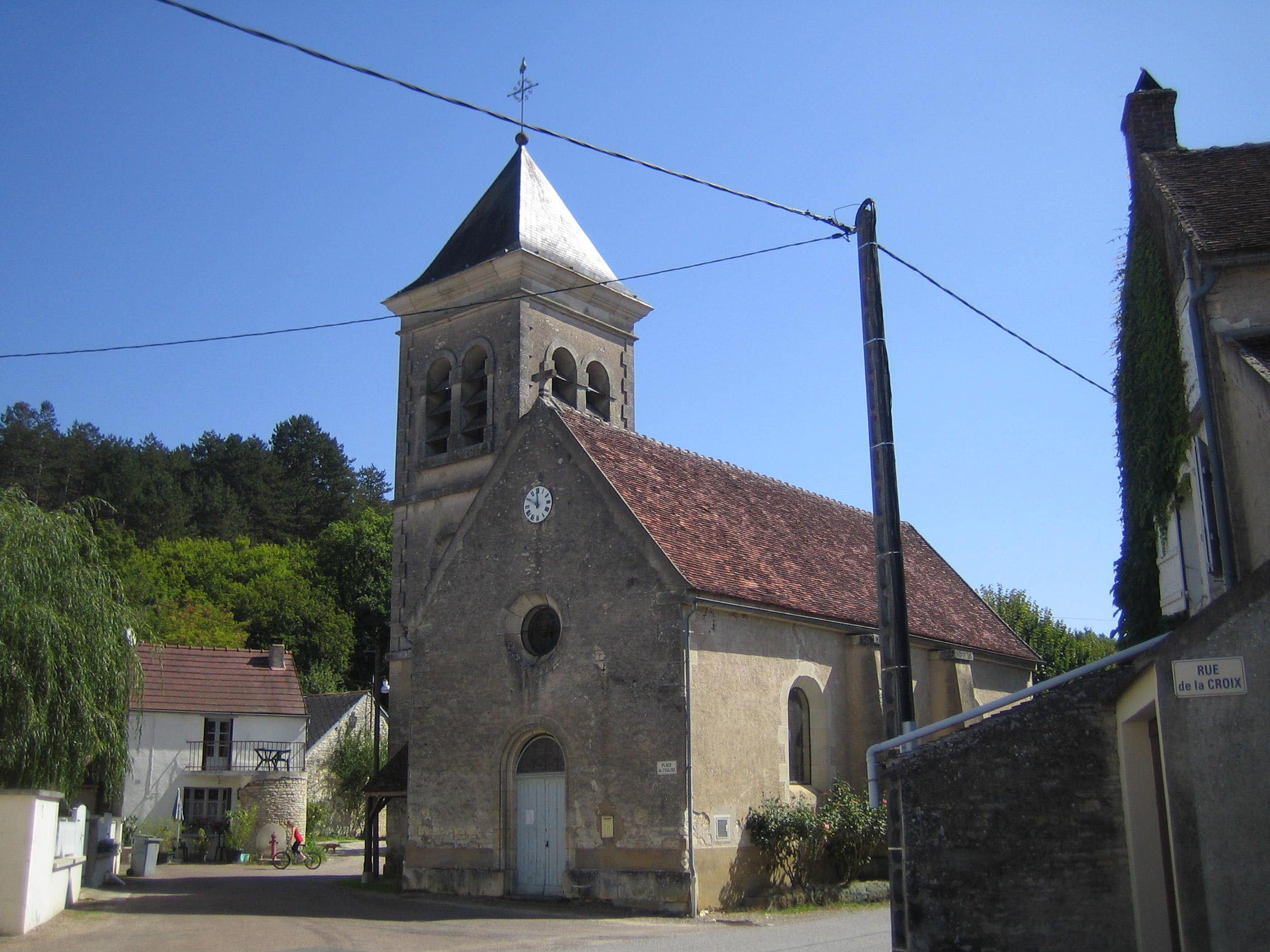
Kirche von Essert

- Kirche Saint-Amâtre aus dem 12./13. Jahrhundert mit späteren An- und Umbauten
- Kirche von Essert